# Петковець
Петковець (словен. Petkovec) — поселення в общині Логатець, Осреднєсловенський регіон, Словенія. Висота над рівнем моря: 687,7 м.